# Christian Ruben
Christian Ruben (Tréveris; 1805 - Viena; 9 de julio de 1875) fue un pintor alemán.

## Biografía
Nacido en Tréveris, ciudad alemana cercana a Luxemburgo, Christian estudió en Dusseldorf con Peter von Cornelius desde 1823, y en 1826 se estableció en Múnich, donde trabajó en proyectos para nuevas vidrieras para la Catedral de Ratisbona y para una iglesia en Ora. En 1836 trabajó en la decoración del castillo de Hohenschwangau, y produjo pinturas al óleo. En 1841 fue nombrado director de la Academia de Bellas Artes de Praga, donde decoró el mirador con murales. También pintó una sala para el Príncipe de Salm y tres retablos para la Iglesia de Turnau (ahora Turnov, República Checa). De 1852 a 1872 fue director de la Academia de Bellas Artes de Viena, ciudad en la que murió en 1875. Uno de sus hijos, Franz Leo Ruben, también se convirtió en pintor.
Entre sus estudiantes destacaron Jaroslav Chermak, Karel Javůrek y Leopold Müller.

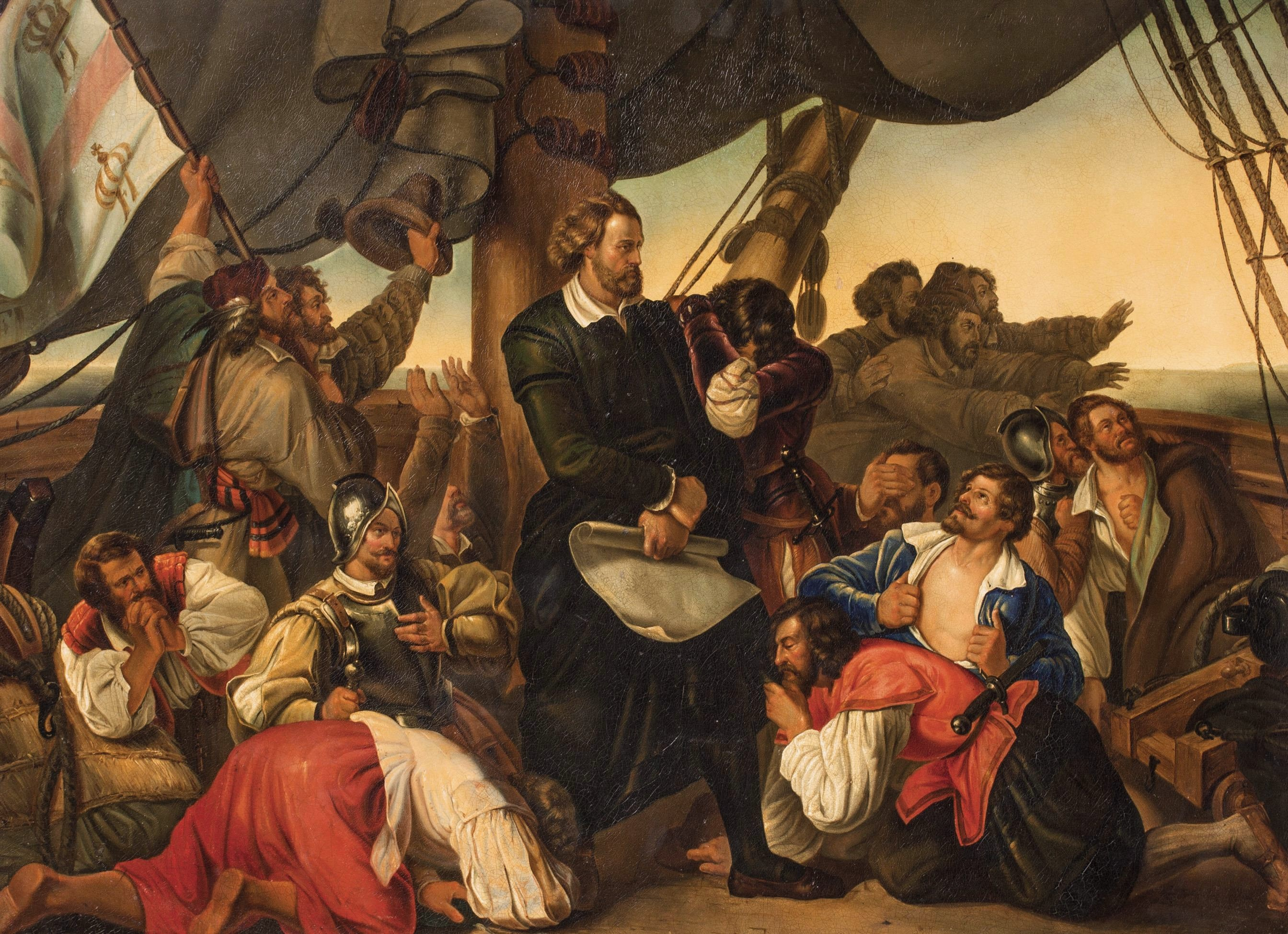
Colón descubre las orillas de América, (1846)